# Chaetocnema tuckeri
Chaetocnema tuckeri es un coleóptero de la familia Chrysomelidae. Fue descrita científicamente en 2006 por Biondi & D'Alessandro.